# Энслер, Ив
Ив Э́нслер (англ. Eve Ensler; род. 25 мая 1953) — американская феминистка, писательница и драматург, получившая наибольшую известность благодаря своей пьесе «Монологи вагины» (1996).

## Биография
Утверждала, что в детстве подвергалась физическому и сексуальному насилию со стороны отца. В 1975 году окончила Миддлбери-колледж, где изучала поэзию и драматургию. В 1978 году вышла замуж за Ричарда Макдермотта и стала приёмной матерью его сына-подростка. В 1988 году брак распался, но Энслер сохранила доверительные отношения с пасынком Диланом, который впоследствии стал известным актёром. Тот познакомил мачеху со своей преподавательницей в нью-йоркской театральной школе Neighborhood Playhouse School of the Theatre Джоан Вудворд, которая поставила со своими студентами пьесу Ив Энслер Coming From Nothing («Придя ниоткуда») о девушке, пытающейся вспомнить своё детство. Вудворд также поставила следующее произведение Энслер — пьесу для одной актрисы The Depot («Склад») о проблеме ядерного разоружения (в том спектакле играла Ширли Найт).
Редактировала журнал «Central Park», ставила пьесы в нью-йоркском модернистском театре, готовящем спектакли в определённых специально подобранных местах, но никогда — в помещении какого-нибудь театра (promenade theater).
В 1996 году получила театральную премию Obie за свою пьесу «Монологи вагины», основанную на интервью 200 женщин в разных странах мира, подвергавшихся разным формам насилия. Пьеса была переведена на 45 языков и шла более, чем в 130 странах мира. В то же время, даже в США её постановки вызывали порой противоречивую реакцию из-за живописания нетрадиционных форм сексуальности и предрассудков против мужчин.
Ободрённая успехом, Энслер в 1998 году развернула феминистскую кампанию «V-Day», в ходе которой обращала доходы от постановок пьесы с участием мировых звёзд на борьбу с насилием против женщин (в течение десяти лет таким образом были собраны 70 млн долларов).
В 1999 году получила стипендию Гуггенхайма в области драматического искусства.
11 июня 2011 года Энслер получила на церемонии награждения «Тони» премию Изабеллы Стивенсон, созданную для поощрения театральных деятелей, которые сделали значительные вклады в гуманитарные, социальные и благотворительные фонды.

## Избранные труды

### Пьесы
- Приговор[англ.] / Conviction
- Лимонад / Lemonade
- Склад / The Depot
- / Floating Rhoda and the Glue Man
- Чрезвычайные меры / Extraordinary Measures
- Монологи вагины / The Vagina Monologues
- Хорошее тело / The Good Body
- Необходимые цели / Necessary Targets
- Терапия / The Treatment
- Эмоциональное существо / Emotional Creature
- / O.P.C.
- In the Body of the World
- Wild

### Книги
- Монологи вагины / The Vagina Monologues
- В теле мира: мемуары / In the Body of the World: A Memoir
- Я — эмоциональное существо: тайная жизнь девушек по всему миру / I am an Emotional Creature: the Secret Life of Girls Around the World
- В опасности наконец: утрата безопасности в нашем одержимом ей мире / Insecure at Last: Losing it in our Security Obsessed World
- Хорошее тело / The Good Body
- Необходимые цели / Necessary Targets
- Воины вагины / Vagina Warriors
- / A Memory, a Monologue, a Rant, and a Prayer
- The Apology Bloomsbury Publishing PLC, 2019. ISBN 9781635574388, OCLC 1100557521

### Фильмы
- Пока насилие не прекратится / Until the Violence Stops (2004)
- Что бы я хотела, чтобы мои слова дали вам: голоса из женской тюрьмы строгого режима / What I Want my Words to do to You: Voices From Inside a Women’s Maximum Security Prison (2003)
- Монологи вагины / The Vagina Monologues (2002)
- Больше никакого страха: остановить насилие против женщин (интервью) / Fear No More: Stop Violence Against Women (2002) — interviewee